# Palazzo De Leone

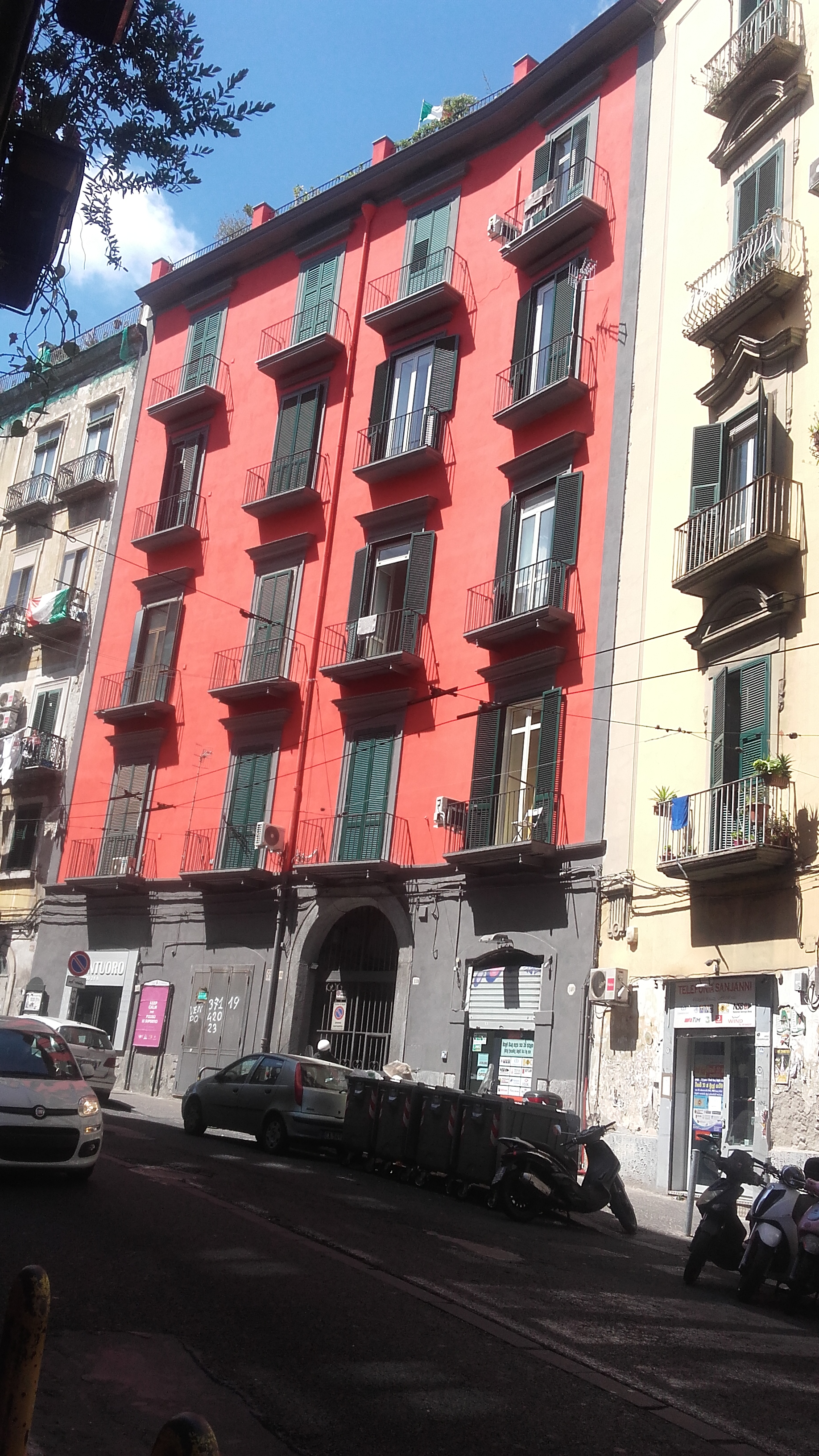
Palazzo De Leone in Neapel

Der Palazzo De Leone ist ein Palast aus dem 17. Jahrhundert im Viertel Avvocata in Neapel in der italienischen Region Kampanien. Er liegt in der Via Salvator Rosa, 339.

## Geschichte und Beschreibung
Der Palast gehört zu einer Reihe von Gebäuden, die im Laufe des 17. Jahrhunderts an Stelle des Gartens des Bauernhofes von Scipione Di Somma errichtet wurde, der Ende des 18. Jahrhunderts durch das Ritiro delle Teresiane di Torre del Greco ersetzt wurde. Heute ist kein Bauelement an dem Palast mehr erhalten, das auf das 17. Jahrhundert zurückgeführt werden könnte, was daran liegt, dass dieser in der ersten Hälfte des 19. Jahrhunderts vollständig renoviert wurde.
Die nüchterne Fassade mit vier Stockwerken wurde 2019 restauriert. Auf dem Gebäude befindet sich eine Dachterrasse. Im hinteren Teil des rechteckigen Innenhofes befindet sich in Achse mit dem Empfangssalon eine offene Treppe mit einem einzigen Korbbogen pro Stockwerk.
Das Gebäude wird offensichtlich als Mietshaus genutzt und zeigt sich in gutem Erhaltungszustand.